# 최소 보장 소득
최소 보장 소득 또는 보장된 최소 소득(guaranteed minimum income, GMI), 또는 간단히 최소 소득은 이는 특정 자격 조건(일반적으로 시민)이 충족되고 해당 개인이 아직 생활에 필요한 최소 수준의 소득을 받지 못하는 경우 모든 시민 또는 가족에게 생활에 충분한 소득을 보장하는 사회 복지 시스템이다.
최저 소득 보장의 주요 목표는 빈곤 감소이다. 보다 무조건적인 요구 사항에 따라 시민권이 유일한 자격인 경우 프로그램은 보편적 기본 소득(UBI) 시스템이 된다. 보장된 최소 소득과 달리 UBI는 일반적으로 수령인이 UBI를 받기 전에 이미 벌어들인 소득을 고려하지 않는다.

## 같이 보기
- 헌법 경제학
- 생계비지수
- 생활임금
- 쿠바의 경제
- 사회 신용
- 사회 배당
- 연대 (사회학)
- 보편적 기본소득
- 임금노예